# Анінішу-дін-Вале
Анінішу-дін-Вале (рум. Aninișu din Vale) — село у повіті Горж в Румунії. Входить до складу комуни Красна.
Село розташоване на відстані 212 км на північний захід від Бухареста, 30 км на північний схід від Тиргу-Жіу, 95 км на північ від Крайови.

## Населення
За даними перепису населення 2002 року у селі проживали 548 осіб, з них 546 осіб (99,6%) румунів. Усі жителі села рідною мовою назвали румунську.